# Mount Balatukan Range Natural Park

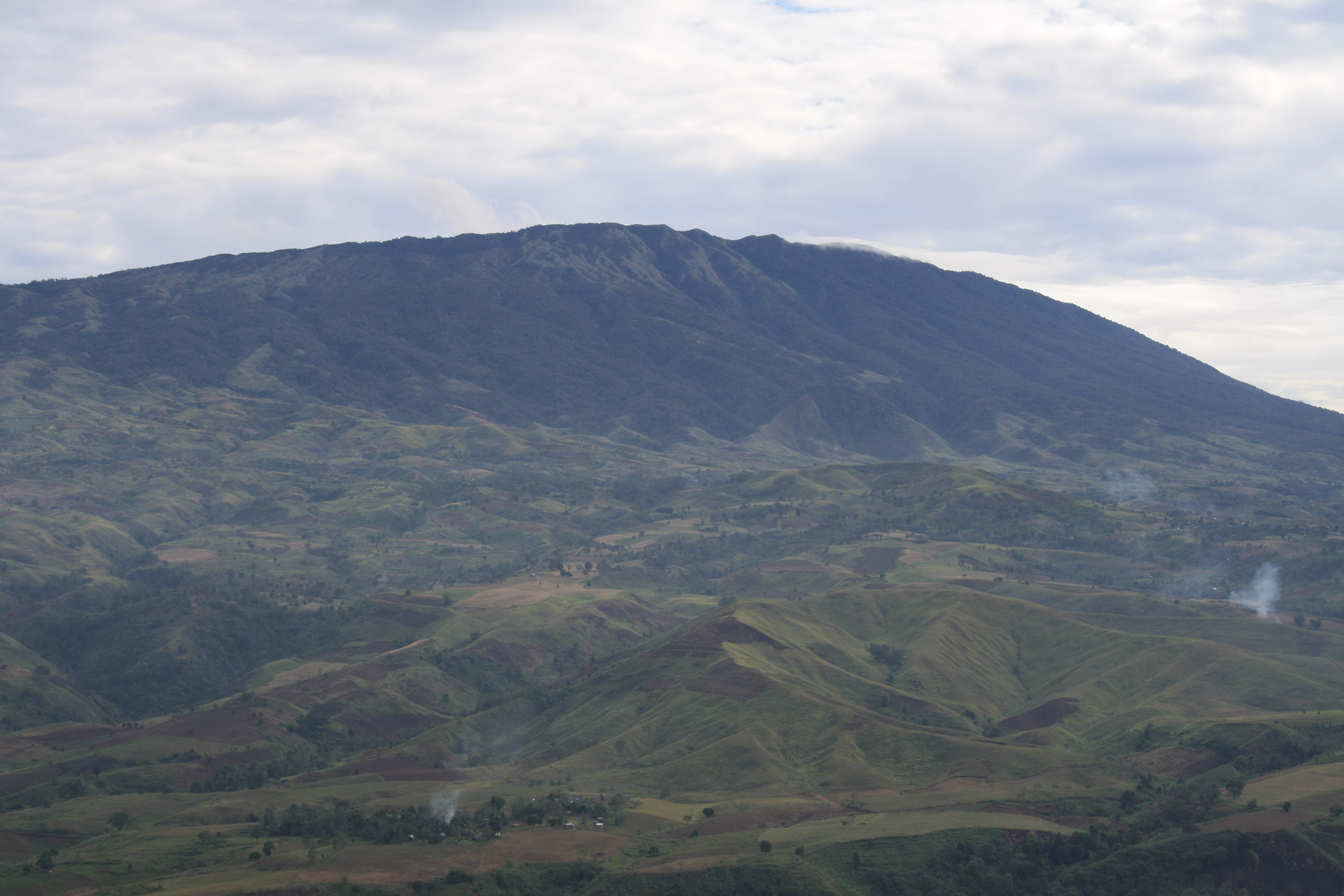
Mount Balatukan (2009)

Der Mount Balatukan Range Natural Park ist ein Naturpark auf den Philippinen. Er liegt auf dem Gebiet der Gemeinden Gingoog City, Balingasag, Claveria und Medina in der Provinz Misamis Oriental. Er wurde am 6. März 2007 mit Inkrafttreten des Präsidentenerlasses 1249 eingerichtet. 
Die Kernzone des Naturparks umfasst eine Fläche mit 8.423 Hektar und eine Pufferzone mit 1.222 Hektar im Gebirge des 2.450 Meter hohen Vulkans Balatukan. Das Naturschutzgebiet umfasst eine Vielzahl von terrestrischen Ökosystemen wie die tropischen Regenwälder. Das Zentrum des Naturschutzgebietes umfasst das Quellgebiet des Kihangad River. Die Verwaltung untersteht dem Department of  Environment and  Natural  Resources (DENR).